# Pallacanestro Treviso 1984-1985
Benetton Pallacanestro Treviso 1984-85
| Num. | Naz.                   | Nome               |
| ---- | ---------------------- | ------------------ |
| 4    | Italia (bandiera)      | Paolo Bortolon     |
| 5    | Italia (bandiera)      | Paolo Pressacco    |
| 6    | Italia (bandiera)      | Amos Benevelli     |
| 8    | Italia (bandiera)      | Paolo Vazzoler     |
| 9    | Italia (bandiera)      | Vittorio Ferracini |
| 10   | Italia (bandiera)      | Gianpaolo Paci     |
| 11   | Italia (bandiera)      | Alberto Marietta   |
| 12   | Stati Uniti (bandiera) | Dale Solomon       |
| 14   | Italia (bandiera)      | Davide Croce       |
| 15   | Stati Uniti (bandiera) | Marcel Starks      |
|      | Nigeria (bandiera)     | Yommi Sangodeyi    |